# دو ماژور
گام دو ماژور یا دو بزرگ (انگلیسی: C major) با مخفف (C) یک گام موسیقایی بر پایهٔ نت «دو» و طبق فواصل گام ماژور در موسیقی اروپایی است.

## تعریف
هرگاه نیم‌پردههای گامی بین فواصل (سوم و چهارم) و (هفتم و هشتم) قرار داشته باشد آن گام ماژور است.
در گام ماژور فاصلهٔ بین نت‌ها به این ترتیب است:
پرده، پرده، نیم‌پرده، پرده، پرده، پرده، نیم‌پرده.
در نتیجه گام دو ماژور از ترتیب نت‌های دو، رِ، می، فا، سُل، لا و سی تشکیل شده و سرکلید آن دارای هیچ علامت بِمُلْ یا دیِزی نیست. گام کوچکِ نِسْبی آن لا مینور و دو مینور گام موازی آن است.
کلیدهای سفید پیانو بر گام دو ماژور منطبق هستند. گام دو ماژور یکی از پر کاربردی‌ترین گام‌های موسیقی است.
Audio playback is not supported in your browser. You can download the audio file.

## آثار در دو ماژور
از بین ۱۰۴ سمفونیِ هایْدِن، بیست تای آن در دو ماژور نوشته شده‌اند که بعد از ر ماژور دومین گام پر استفاده توسط هایدن است. موتسارت به همراه هایدن بیشتر ساخته‌های خود را برای مراسم عشاء ربانی در دو ماژور نوشتند.
فرانتس شوبرت دو سمفونی در دو ماژور دارد که یکی با نام «دو ماژور کوچک» شناخته می‌شود و دیگری «دو ماژور بزرگ».
موسیقی‌دانان بسیاری اشاره کرده‌اند که هر کلید موسیقی احساسات خاصی را به ذهن می‌آورد. آهنگساز آمریکایی باب دیلن گام دو ماژور را «کلید قدرت، و همچنین کلید افسوس» می‌داند. آهنگسازان فرانسوی مانند مارک آنتوان از گام دو ماژور به‌عنوان یک کلید برای موسیقی شاد می‌نگرند، اما هکتور برلیوز در سال ۱۸۵۶ آن را «مهم؛ اما راکد و کسل‌کننده» دانسته‌است.
در کاتالوگ‌های موسیقی که قطعات را براساس کلید مرتب می‌کنند، چه بر اساس نیم‌پرده باشد چه به‌ترتیب دایرهٔ پنجم‌ها (از گام‌های دیاتونیک)، تقریباً همیشه با قطعاتی از دو ماژور آغاز می‌شوند.

### دیگر آثار
- ۱۲ واریاسیون روی تم ک. ۲۶۵ (ولفگانگ آمادئوس موتسارت)
- کنسرتو برای فلوت، هارپ و ارکستر (موتسارت)
- سمفونی شماره ۳۶ (موتسارت)
- سمفونی شماره ۴۱ (موتسارت)
- سمفونی شماره ۱ (بتهوون)
- سونات ۲۱ پیانو (بتهوون)
- تریپل کنسرتو (بتهوون)
- سمفونی شماره ۶ (شوبرت)
- سمفونی شماره ۹ (شوبرت)
- مارش عروسی مندلسون
- سمفونی شماره ۲ (شومان)
- بولرو (راول)
- سمفونی شماره ۷ (شوستاکوویچ)